# Retto
Il retto (lat. rectum) è la parte terminale dell'intestino crasso, ed è compreso tra la porzione terminale del colon discendente o sigma e l'ano. Il retto, come altre parti dell'intestino, si suddivide in diverse componenti: ampolla rettale, retto perineale ed infine canale rettale.

## Struttura
Il retto è una parte del tratto gastrointestinale inferiore. Il retto è una continuazione del colon sigmoideo e termina con l'ano. Segue la forma dell'osso sacro e termina in una sezione espansa chiamata ampolla rettale, dove le feci vengono immagazzinate prima del loro rilascio attraverso il canale anale.
A differenza di altre porzioni del colon, il retto non ha distinte taeniae coli. Le taeniae si fondono l'una con l'altra nel colon sigmoideo a cinque centimetri sopra il retto, dando origine a uno strato di muscolo longitudinale che circonda il retto su tutti i lati e per tutta la sua lunghezza.
Il retto si collega con il colon sigmoideo a livello dell'osso sacro (precisamente su S3) e dopo aver attraversato i muscoli del pavimento pelvico si congiunge con il canale anale.
Il retto viene supportato da:
- Pavimento pelvico
- Fascia di Waldeyer
- Legamenti laterali del retto che si formano dalla fascia pelvica
- Fascia rettale di Denonvillers, che si estende dal retto alle vescicole seminali e alla prostata.
- Peritoneo pelvico
- Corpo perineale

### Istologia
La microanatomia della parete del retto è simile al resto del tratto gastrointestinaleː possiede una mucosa con un rivestimento a singolo strato di cellule colonnari e cellule mucipare caliciformi intervallate, che poggiano su una lamina propria, e con uno strato di muscolatura liscia chiamato muscularis mucosa. Sotto si trova una tonaca sottomucosa, circondata da due fasce muscolari, una fascia circolare interna e una fascia longitudinale esterna. Rispetto alle altre parti del tratto gastrointestinale, la mucosa rettale possiede una concentrazione più elevata di cellule caliciformi. Il rivestimento del retto cambia bruscamente nel punto in cui il retto incontra l'ano. Qui, il rivestimento cambia da cellule a colonnari a cellule piatte disposte su più strati.

## Funzione
Il retto funge da sito di deposito temporaneo per le feci. Dopo che le pareti rettali si espandono a causa del materiale che lo riempie dall'interno, i recettori del sistema nervoso situati nelle pareti rettali stimolano lo svuotamento. Se l'impulso non viene attuato, il materiale nel retto viene spesso restituito al colon dove viene assorbita più acqua dalle feci. Se la defecazione viene ritardata per un periodo prolungato, si ottengono costipazione e feci indurite.
Quando il retto si riempie l'aumento della pressione intrarettale costringe le pareti del canale anale a separarsi, permettendo alla materia fecale di entrare nel canale. Il retto si accorcia quando il materiale viene forzato nel canale anale. Sebbene la peristalsi nel colon fornisca materiale al retto, i lassativi come bisacodile o senna, che inducono la peristalsi nell'intestino crasso, non sembrano iniziare la peristalsi nel retto. Inducono una sensazione di pienezza e contrazione rettale che spesso porta alla defecazione, ma senza le distinte ondate di attività caratteristiche della peristalsi.  Anche il muscolo longitudinale anale partecipa alla defecazione.

## Patologie

### Esame rettale
Per la diagnosi di alcuni disturbi, può essere fatto un'esplorazione rettale, per esempio nella coprostasi, il carcinoma prostatico, l'ipertrofia prostatica benigna, l'incontinenza fecale e le emorroidi interne.
La colonscopia e la sigmoidoscopia sono tipi di endoscopia che utilizzano una telecamera guidata per visualizzare il retto. Se necessario, questi strumenti sono in grado di eseguire biopsie per la diagnosi di malattie come il cancro. Un altro strumento usato per visualizzare il retto è il proctoscopio.

### Temperatura corporea
La temperatura corporea può essere misurata nel retto. La temperatura rettale si misura inserendo un termometro medico di non più di 25 mm nel retto, attraverso l'ano. Si possono usare sia termometri a mercurio che digitali. La normale temperatura rettale generalmente varia da 36 a 38 °C ed è circa 0,5 °C sopra la temperatura orale e circa 1 °C sopra l'ascella. La disponibilità di metodi di misurazione della temperatura meno invasivi, inclusi i termometri timpanici e per la fronte, ha ridotto l'uso di questo metodo.

### Via di somministrazione
Alcuni farmaci vengono somministrati attraverso il retto. Attraverso il retto possono essere inserite delle supposte e iniettati clisteri. Entrambi possono essere utilizzati per la somministrazione di farmaci o per alleviare costipazione; i clisteri possono essere usati anche per altri scopi, medici e non.

### Stipsi
Una delle cause della costipazione è la formazione di feci secche e dure. Nella costipazione acuta viene utilizzata l'evacuazione manuale dopo l'applicazione di emollienti per le feci. È utilizzata anche nella gestione a lungo termine dell'intestino dei pazienti con una lesione del midollo spinale o sclerosi multipla. La stimolazione rettale digitale può essere utilizzata per indurre la peristalsi in pazienti il cui riflesso peristaltico è inadeguato per svuotare completamente il retto.

### Malattie
Tra le patologie del retto vengono comprese:
- neoplasie del retto, rappresentano il 5% di tutti i tumori dell'intestino e sono quasi sempre gravi, a causa del ritardo con cui vengono diagnosticate
- infiammazione rettale, molte delle malattie infiammatorie del colon colpiscono anche il retto (ad esempio la colite ulcerosa e la proctite)
- prolasso del retto nell'ano o nell'area esterna. Può essere causato da un pavimento pelvico indebolito dopo il parto.
- stenosi
- lesioni traumatiche, alquanto rare, più comuni quelle all'ano
- emorroidi

Occorre considerare, infine, anche le malformazioni congenite nella costituzione del segmento intestinale.

## Storia

### Etimologia
Il retto è derivato dall'espressione latina intestinum rectum. Questa espressione è una traduzione del greco antico ἀπευθυσμένον ἔντερον, derivato da ἀπευθύνειν, per retto,  e ἔντερον, intestino, attestato negli scritti del medico greco Galeno. Durante le sue indagini anatomiche sugli animali, Galeno osservò che il retto era dritto invece che curvo come nell'uomo. Le espressioni ἀπευθυσμένον ἔντερον non sono quindi descrizioni appropriate del retto nell'uomo.

## Galleria d'immagini

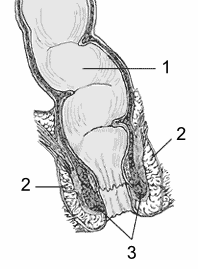
1) Retto 2) Sfintere esterno 3) Sfintere interno
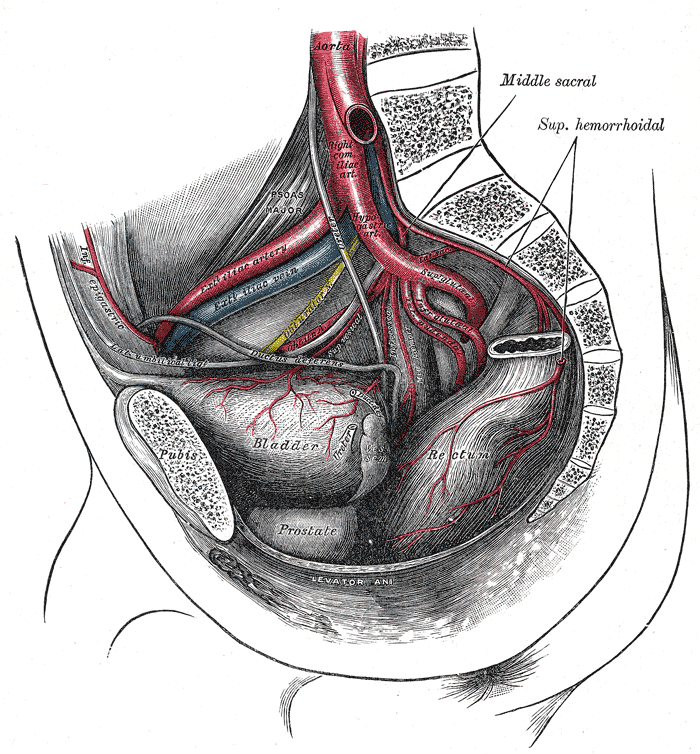
Arterie nell'area pelvica
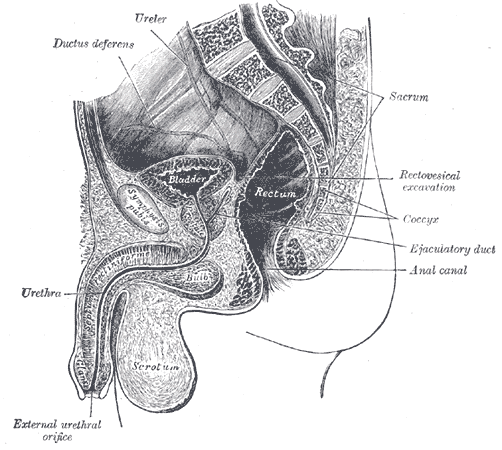
Piano sagittale mediano delle pelvi maschili
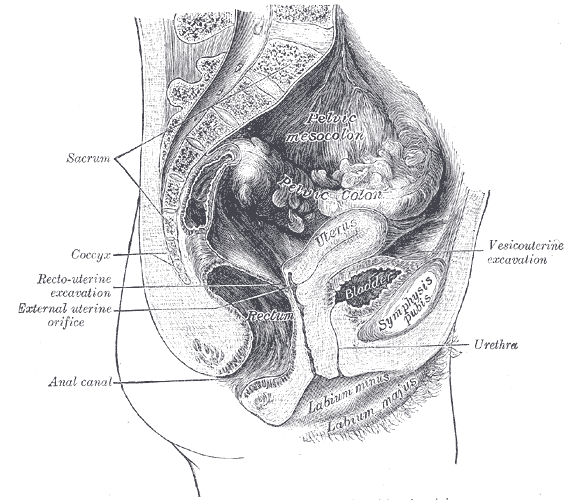
Piano sagittale mediano delle pelvi femminili